# Paradera (region)
Paradera – jeden z ośmiu regionów (regio) w północno-zachodniej części kraju autonomicznego Aruba, należącego do Holandii, w Ameryce Południowej. 1 stycznia 2020 r. liczył 13 834 mieszkańców. 

## Podział administracyjny
W skład regionu wchodzi pięć stref (zone)
- 4.41 Shiribana
- 4.42 Paradera
- 4.43 Ayo
- 4.44 Piedra Plat
- 4.45 Paradera Other

## Demografia
Region liczy 13 834 mieszkańców (1 stycznia 2020), co stanowi 12,8% całej populacji kraju.
| Kobiety | Mężczyźni |
| ------- | --------- |
| 6538    | 7296      |